# Chiến dịch Tonga
Chiến dịch Tonga là mật danh của một chiến dịch nhảy dù được thực hiện bởi Sư đoàn Không vận số 6 Anh Quốc trong cuộc đổ bộ vào Normandie từ đêm ngày 5 tới ngày 7 tháng 6 năm 1944 trong Chiến tranh thế giới thứ hai.
Các lực lượng lính nhảy dù và lực lượng tàu lượn, được chỉ huy bởi Thiếu tướng Richard Nelson Gale, đã đổ bộ vào sườn phía đông của khu vực xâm lược chính, gần thành phố Caen, với nhiều nhiệm vụ khác nhau. Mục tiêu của sư đoàn là chiếm giữ hai cây cầu quan trọng bắc qua Kênh đào Caen và Sông Orne để lực lượng đổ bộ đường biển sử dụng để di chuyển vào đất liền, phá hủy một số cây cầu khác để quân Đức không thể sử dụng và chiếm giữ vài ngôi làng quan trọng. Đồng thời sư đoàn còn được giao nhiệm vụ tấn công Trận địa pháo Merville, nơi được Tình báo Đồng Minh tin là được người Đức đặt nhiều khẩu pháo hạng nặng, có thể được sử dụng để bắn phá bãi đổ bộ gần nó nhất (Bãi Sword). Sau khi hoàn thành những nhiệm vụ trên, sư đoàn sẽ tạo một đầu cầu vận chuyển và giữ vững vị trí tới khi được các đơn vị đổ bộ từ bãi biển tiến vào tiếp viện.
Sư đoàn Không vận số 6 gặp nhiều tổn thất do thời tiết xấu và định vị kém của các đội máy bay, khiến nhiều đơn vị lính dù được thả sai vị trí, gây nhiều thương vong lớn và khiến việc thi hành các nhiệm vụ gặp nhiều trở ngại. Tiểu đoàn Nhảy dù số 9, có nhiệm vụ tấn công và tiêu diệt Trận địa pháo Merville, chỉ có thể tập hợp được hơn 150 lính trong tổng số hơn 600 lính dù trước khi tấn công vào trận địa pháo. Tuy nhiên, cuộc tấn công diễn ra thành công và toàn bộ khẩu pháo đều bị phá hủy. Các mục tiêu khác đều được hoàn thành dù gặp nhiều trở ngại khác nhau.
Một đơn vị tàu lượn nhỏ thuộc Tiểu đoàn 2, Trung đoàn Bộ binh nhẹ Oxfordshire và Buckinghamshire, đã đánh chiếm thành công hai cây cầu ở Kênh đào Caen và Sông Orne trong một chiến dịch tiên phong. Các cây cầu khác đều bị lính dù Anh phá hủy và nhiều ngôi làng được chiếm giữ. Một đầu cầu được hình thành và lính dù Anh đã đẩy lùi thành công nhiều đợt phản công của quân Đức tới khi được các đơn vị từ bãi biển tiếp viện. Sư đoàn Không vận số 6 đã thành công trong việc hạn chế nghiêm trọng khả năng liên lạc và tổ chức phòng thủ của quân Đức, bảo đảm yếu tố an toàn cho các đơn vị đổ bộ đường biển trong những giờ quan trọng đầu tiên của chiến dịch Overlord.

## Bối cảnh
Chiến dịch Tonga là một phần của Chiến dịch Overlord, được Khối Đồng Minh lên kế hoạch với mục tiêu đổ bộ và giải phóng nước Pháp. Kế hoạch đổ bộ bắt đầu được xây dựng từ tháng 5 năm 1943, sau cuộc gặp gỡ của Tổng thống Franklin D. Roosevelt và Thủ tướng Anh Winston Churchill tại Hội nghị Washington lần 3. Hai nhà lãnh đạo đã quyết định toàn bộ nguồn lực của quân Đồng Minh sẽ được tập trung tại Anh và việc lên kế hoạch đổ bộ nên được bắt đầu. Thời gian bắt đầu cuộc đổ bộ được ấn định tạm thời là tháng 5 năm 1944 với mật danh chiến dịch là Overlord. Trung tướng Frederick E. Morgan được bổ nhiệm làm Tham mưu trưởng Tư lệnh Tối cao Đồng minh châu Âu (COSSAC), và bộ tham mưu Anh-Mỹ dưới sự chỉ đạo của ông được thành lập để xây dựng chiến dịch đổ bộ.
Những bản thảo đầu tiên của chiến dịch đều huy động các lực lượng lính dù để hỗ trợ các đơn vị mặt đất và bảo vệ khu vực đổ bộ. Ví dụ, Chiến dịch Skyscraper sẽ huy động hai sư đoàn không vận để hỗ trợ cho năm sư đoàn bộ binh đổ bộ trên bãi biển. Một sư đoàn không vận sẽ đổ bộ gần Caen, sư không vận còn lại sẽ đổ bộ vào bờ biển phía đông Bán đảo Cotentin. "Kế hoạch C", một đề xuất đầy tham vọng được Đại tướng George C. Marshall, Tham mưu trưởng Lục quân Hoa Kỳ đưa ra, bao gồm một chiến dịch thả dù lớn ở Seine để chia cắt lực lượng quân Đức vào Ngày D.  Morgan và ban tham mưu cuối cùng quyết định cuộc đổ bộ sẽ diễn ra trên một khu vực dài hơn 30 dặm tính từ sông Orne về phía tây. Kế hoạch huy động ba sư đoàn cho cuộc tấn công đầu tiên, lực lượng lính dù sẽ được thả vào thị trấn Caen vào những giờ đầu tiên của Ngày D để chiếm lấy những tuyến đường quan trọng.
Sau khi Đại tướng Dwight D. Eisenhower được bổ nhiệm làm Tư lệnh Tối cao của Lực lượng Viễn chinh Đồng minh (SHAEF) và Thống chế Bernard Montgomery được bộ nhiệm làm chỉ huy Cụm tập đoàn quân số 21, bao gồm toàn bộ lực lượng mặt đất sẽ tham gia vào chiến dịch xâm lược, bản kế hoạch được xem qua một lần nữa. Hai vị tướng lập tức đề nghị mở rộng quy mô lực lượng lên năm sư đoàn bộ binh và ba sư đoàn không vận, để có thể tiến hành chiến dịch trên mặt trận rộng kéo dài từ sông Orne tới vùng duyên hải phía đông của Bán đảo Cotentin. Năm sư đoàn bộ binh sẽ đổ bộ bằng đường biển và được hỗ trợ bởi ba sư đoàn không vận, được thả ở các vị trí khác nhau để bảo vệ các sườn của khu vực đổ bộ. Lực lượng lính dù Anh được phân về sườn phía đông và lính dù Mỹ đảm nhiệm sườn phía tây.

## Diễn biến trước Ngày D

### Sự chuẩn bị của quân Anh
Sư đoàn Không vận số 6, dưới sự chỉ huy của Thiếu tướng Richard Gale, được chọn làm đơn vị thực hiện nhiệm vụ nhảy dù vào sườn phía đông của khu vực đổ bộ. Sư đoàn mới được thành lập vào tháng 4 năm 1943 và Overlord sẽ là lần thực chiến đầu tiên của sư đoàn. Ngày 17 tháng 2 năm 1944, Thiếu tướng Frederick Browning, Tổng chỉ huy Lực lượng Không vận Anh Quốc, đã có mặt tại sở chỉ huy của Sư đoàn Không vận số 6 để thảo qua cho Gale về nhiệm vụ mà sư đoàn phải hoàn thành trong chiến dịch đổ bộ, với mật danh là Chiến dịch Tonga. Kế hoạch ban đầu thay vì đưa toàn bộ sư đoàn vào, họ chỉ cần một lữ đoàn nhảy dù và một tiểu đoàn pháo chống tăng hoạt động với Sư đoàn Bộ binh số 3 Anh Quốc. Lực lượng này được giao nhiệm vụ đánh chiếm các cây cầu bắc qua Kênh Caen và sông Orne gần thị trấn Bénouville và Ranville. Gale phản đối chiến dịch quy mô nhỏ này kịch liệt, cho rằng một lữ đoàn đơn lẻ sẽ không thể đạt được những mục tiêu đề ra với nhân lực hạn chế như vậy, và Gale yêu cầu Browning cho phép triển khai toàn bộ sư đoàn. Sau khi tham khảo ý kiến từ cấp trên, Browning chấp nhận yêu cầu của Gale và ra lệnh bắt đầu lên kế hoạch cho chiến dịch đổ bộ.

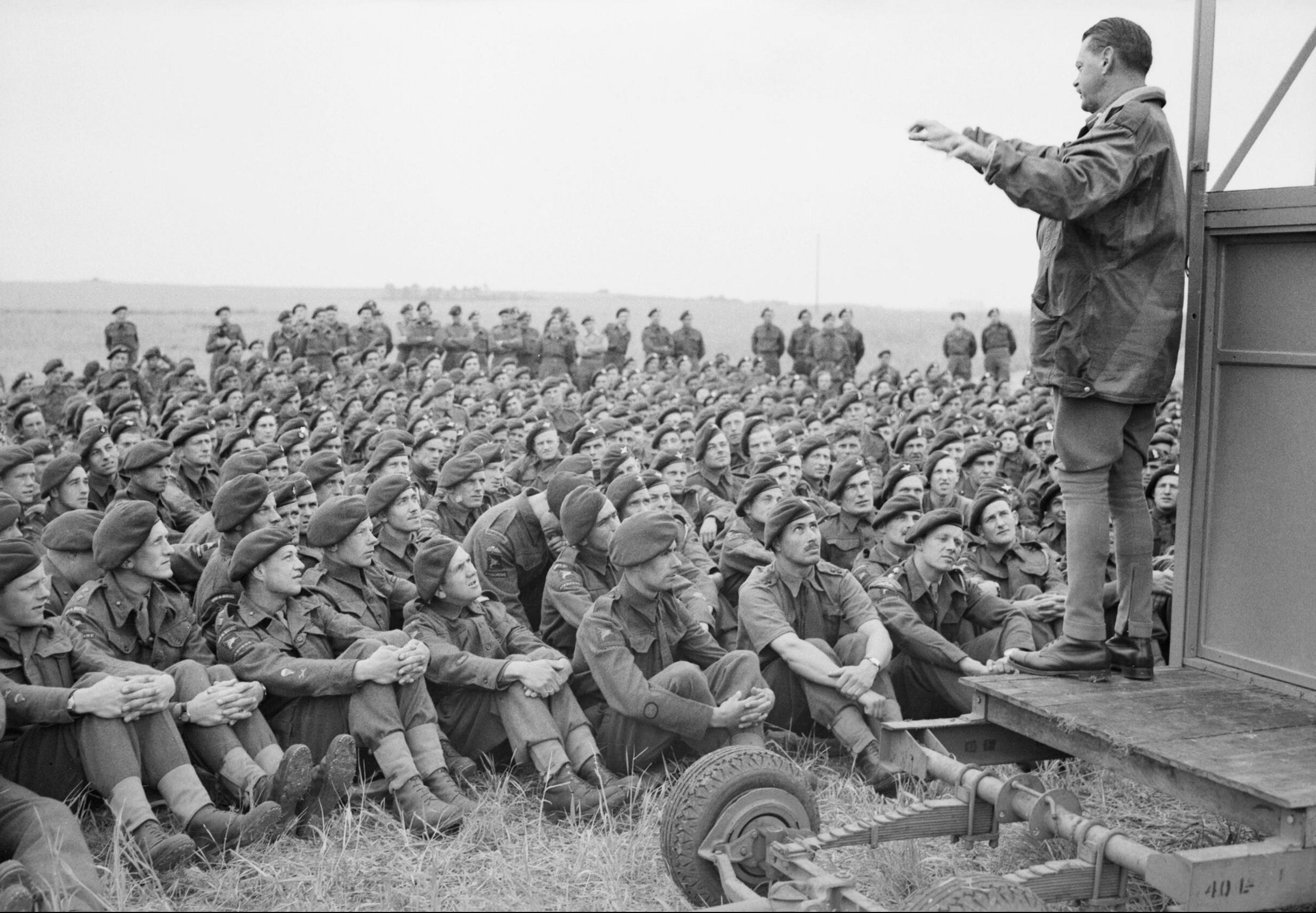
Thiếu tướng Richard Gale, chỉ huy Sư đoàn Không vận số 6, đang phát biểu trước người của ông (4–5 tháng 6 năm 1944)

Ngoài việc bảo vệ sườn phía đông của các bãi đổ bộ đường biển của quân Đồng Minh và kiểm soát các khu vực chiến lược ở phía đông Caen, Sư đoàn Không vận số 6 được giao ba nhiệm vụ chính trong Chiến dịch Tonga, bao gồm:
- Thứ nhất, chiếm đóng nguyên vẹn hai cây cầu bắc qua Kênh Caen và sông Orne. Lính dù Anh sau đó sẽ phải bảo vệ cầu khỏi các đợt phản công của quân Đức. Gale biết rằng việc chiếm giữ thành công hai cây cầu sẽ rất quan trọng đối với việc tiếp tế và tăng viện cho sư đoàn của ông, nhưng ông không biết được rằng hai cây cầu này đủ vững để chịu sức nặng của xe tăng hay không.
- Thứ hai, đánh chiếm và tiêu diệt trận địa pháo Merville tại khu vực Franceville Plage để đảm bảo sự an toàn cho lực lượng đổ bộ tại Bãi Sword.
- Thứ ba, phá hủy một số cây cầu bắc qua Sông Dives, nằm gần các thị trấn Varaville, Robehomme, Bures và Troarn. Sư đoàn sau đó sẽ lập vành đai phòng thủ cho các khu vực họ đã chiếm được và giữ vững vị trí đến các lực lượng mặt đất của Anh đến tiếp quản.[14]

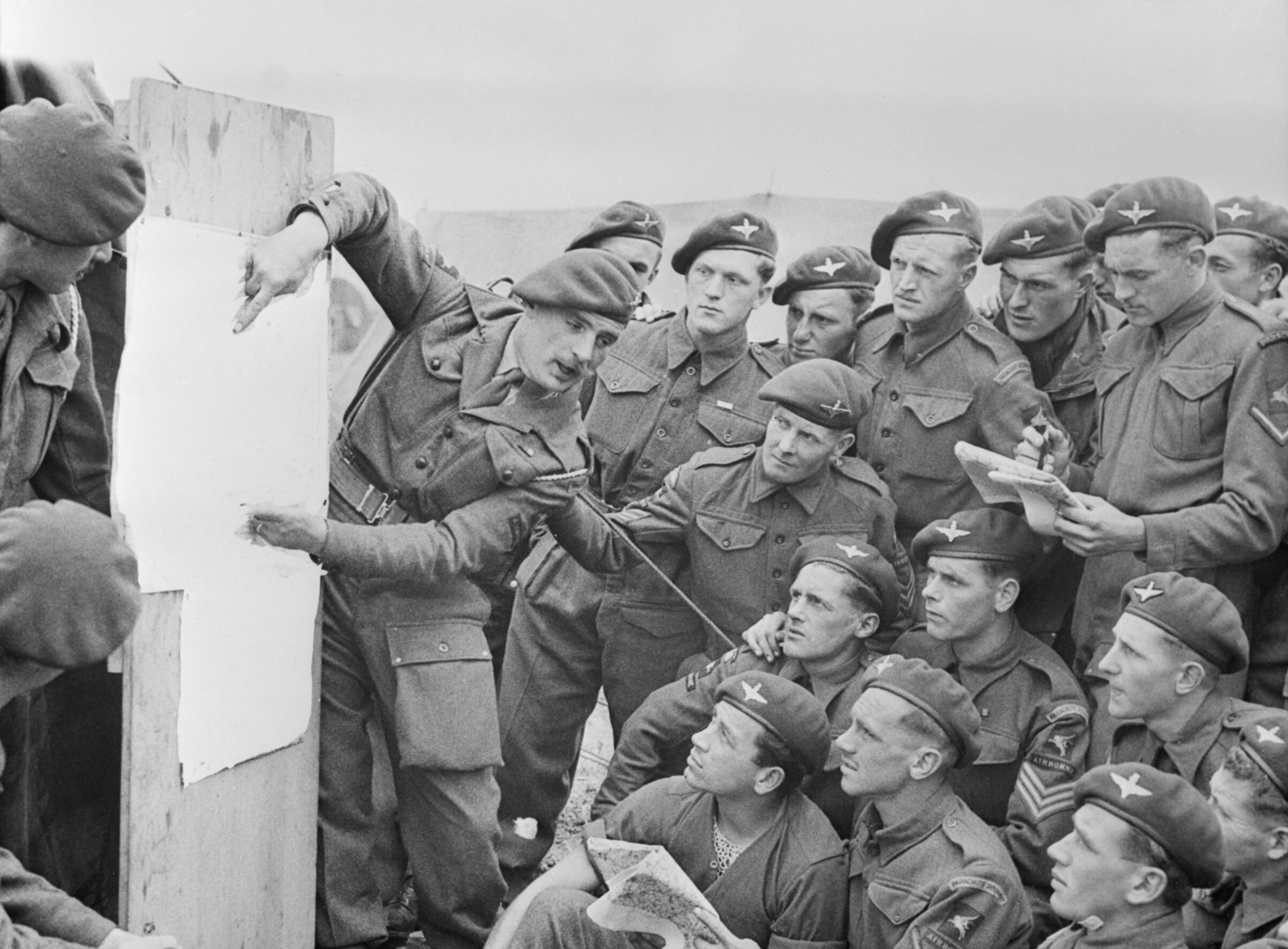
Đại đội Nhảy dù Độc lập 22 đang nghe tóm tắt về chiến dịch Tonga

Kế hoạch chi tiết cho Chiến dịch Tonga bắt đầu được xem xét thận trọng từ tháng 2 năm 1944. bắt đầu với việc chuẩn bị thêm các máy bay vận tải do quy mô lực lượng được mở rộng ra toàn sư đoàn. Hai liên đoàn vận tải của Không quân Hoàng Gia Anh được huy động cho chiến dịch để có thể triển khai toàn bộ sư đoàn chỉ trong hai chuyến bay. Các phi công và phi hành đoàn bắt đầu quá trình huấn luyện bay theo đội hình và các thành viên phi đoàn được huấn luyện cụ thể từng nhiệm vụ riêng biệt khác nhau. Sư đoàn Không vận số 6 đã thực hiện nhiều buổi tập trận quy mô lớn để tìm ra cách triển khai một lữ đoàn dù tại một hoặc nhiều bãi đáp một cách hiệu quả nhất. Ngày 6 tháng 2, Lữ đoàn Nhảy dù số 3 đã tiến hành buổi tập trận và toàn bộ sư đoàn được triển khai từ 98 máy bay vận tải. Vào cuối tháng 3, 284 máy bay được huy động cho Cuộc tập trận "Bizz II", để triển khai toàn bộ sư đoàn bằng cách nhảy dù hoặc vận chuyển bằng tàu lượn.
Ngày bắt đầu chiến dịch càng đến gần thì các buổi huấn luyện càng trở nên căng thẳng và liên tục. Các đơn vị tàu lượn phải dành hàng giờ đồng hồ ở trên cao mỗi ngày để bay vòng quanh các sân bay và thực hành các kĩ thuật lái để có thể đưa lính dù vào các khu vực gần các cây cầu bắc qua sông Orne, Kênh Caen, Dives và trận địa pháo Merville. Khi các phi công đã được huấn luyện thành thạo vào ban ngày, họ sẽ được chuyển sang huấn luyện vào ban đêm. Tại các khu vực mô phỏng, hàng chục cọc chông tương tự như ở Normandie đã được dựng lên để giúp huấn luyện các đội công binh cách dọn chướng ngại vật và căn thời gian chuẩn để phá hủy. Các đơn vị được giao nhiệm vụ tấn công Trận địa pháo Merville đã dành hai tuần tại một trại huấn luyện đặc biệt, với một bản sao chuẩn của trận địa pháo được xây dựng để giúp họ thực hiện các buổi tập trong và xung quanh trận địa mô phỏng. Lực lượng được giao nhiệm vụ chiếm hai cây cầu ở Kênh Caen và sông Orne được đưa về Exeter. Tại đó, các đơn vị lính dù liên tục thực hiện các buổi tập trận dọc khu vực Sông Exe và một kênh đào lân cận do chúng mang nhiều tương đồng với mục tiêu thực của họ. Các phi công tàu lượn và máy bay vận tải được cung cấp thông tin từ hàng nghìn tấm bản đồ và các bức ảnh chụp bãi đáp và khu vực xung quanh, cũng như các sa bàn mang tỷ lệ chuẩn về các khu vực và mục tiêu chính như các cây cầu và trận địa pháo Merville. Một bộ phim màu được tạo ra từ các tấm ảnh trinh sát, và khi bộ phim đó được phát ở tốc độ chuẩn và đối chiếu với các sa bàn, sẽ giúp các phi công hình dung được tuyến bay của họ.

### Sự chuẩn bị của quân Đức
Sư đoàn Không vận số 6 sẽ phải đối mặt với các đơn vị Lục quân Đức đóng tại các khu vực xung quanh Caen và Sông Orne. Vào thời điểm tháng 6 năm 1944, khu vực này là nơi đóng quân của Sư đoàn Bộ binh 711 và 716, với phần lớn quân số là lính chất lượng thấp và lính được tuyển từ hàng ngũ tù binh Liên Xô và các nước Đông Âu. Cả hai sư đoàn được trang bị hỗn tạp với nhiều loại súng chống tăng và pháo khác nhau, cùng với một số lượng nhỏ xe tăng và pháo tự hành Đức và Pháp. Không sư đoàn nào được đánh giá có khả năng chiến đấu hiệu quả cao, Tình báo Đồng Minh đánh giá mức hiệu quả của hai đơn vị là 40% so với các sư đoàn bộ binh cấp cao, và đạt 15% hiệu quả của các đợt phản công. Tình báo Đồng Minh cũng chỉ ra rằng có hai đại đội thiếp giáp có mặt ở trong khu vực, cũng như một số đơn vị chuyên dụng khác. Đóng gần Caen với vai trò lực lượng hỗ trợ là Sư đoàn Panzer 21. Trung đoàn Panzergrenadier 125 đóng ở Vimont, khu vực phía đông Caen và Tiểu đoàn 2, Trung đoàn Panzergrenadier 192 đóng tại Cairon, một khu vực ở phía tây so với các cây cầu bắc qua Kênh Caen và Sông Orne. Các đơn vị hỗ trợ này chỉ được trang bị các loại xe tăng cũ và các phương tiện thiếp giáp, nhưng phần lớn các thành viên của đơn vị là cựu binh của Quân đoàn Châu Phi.  Đóng ở khu vực xa hơn là Sư đoàn Panzer Lehr, chỉ cách Caen một ngày hành quân. Sư đoàn Panzer SS 12 "Hitlerjugend", một mối đe dọa lớn, đóng quân tại Lisieux và được dự báo là có khả năng di chuyển về các khu vực đổ bộ trong vòng 12 giờ. Sư đoàn Panzer SS 12 được trang bị nhiều xe tăng hạng nặng và pháo tự hành, bao gồm cả xe tăng Panther.

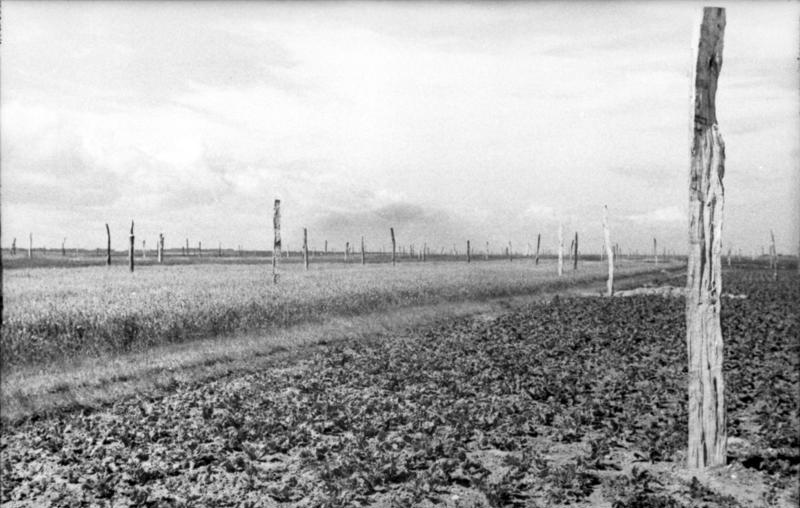
Hệ thống cọc chống tàu lượn và lính dù của Rommel

Dưới sự chỉ huy của Thống chế Erwin Rommel, quân đội Đức đã xây dựng một số lượng lớn các cứ điểm phòng thủ và hệ thống chướng ngại vật. Rommel được bổ nhiệm làm giám sát quá trình nâng cấp Bức tường Đại Tây Dương kiêm Tư lệnh Cụm tập đoàn quân B vào tháng 11 năm 1943 theo lệnh của Hitler. Khi đến nơi, Rommel ngay lập tức cho nâng cấp và xây dựng toàn bộ các tuyến phòng thủ ven biển và trong đất liền. Việc nâng cấp bao gồm gài một hệ thống mìn rộng lớn và các hệ thống cọc chăng dây cao tới hai mét, rất nhiều trong số đó được gài mìn hoặc gắn các loại bẫy khác để tiêu diệt tàu lượn và lính dù. Trong nhật ký của Rommel, ông viết rằng sau một đợt kiểm tra, một sư đoàn đã đặt hơn 300,000 cây cọc để chống lại các cuộc đổ bộ của lính dù và một quân đoàn đã gắn được hơn 900,000 cây cọc. Trận địa pháo Merville là một vị trí đặc biệt kiên cố. Từ bãi biển, nó được bảo vệ bởi hai cứ điểm bao gồm khoảng ba mươi boongke cũng như một trạm quan sát, và bản thân trận địa pháo đã có một boongke sở chỉ huy, hai lô cốt, một ụ pháo sáng và lô cốt mang pháo cỡ nòng tới 150 mm. Toàn bộ trận địa pháo có đường kính khoảng 400 mét và được bao quanh bởi hệ thống hàng rào thép gai, một bãi mìn trong vành đai trung tâm, và vành đai ngoài được đặt nhiều hàng rào thép gai cũng như mương chống tăng.

## Ngày D (6 tháng 6 năm 1944)

### Đổ bộ

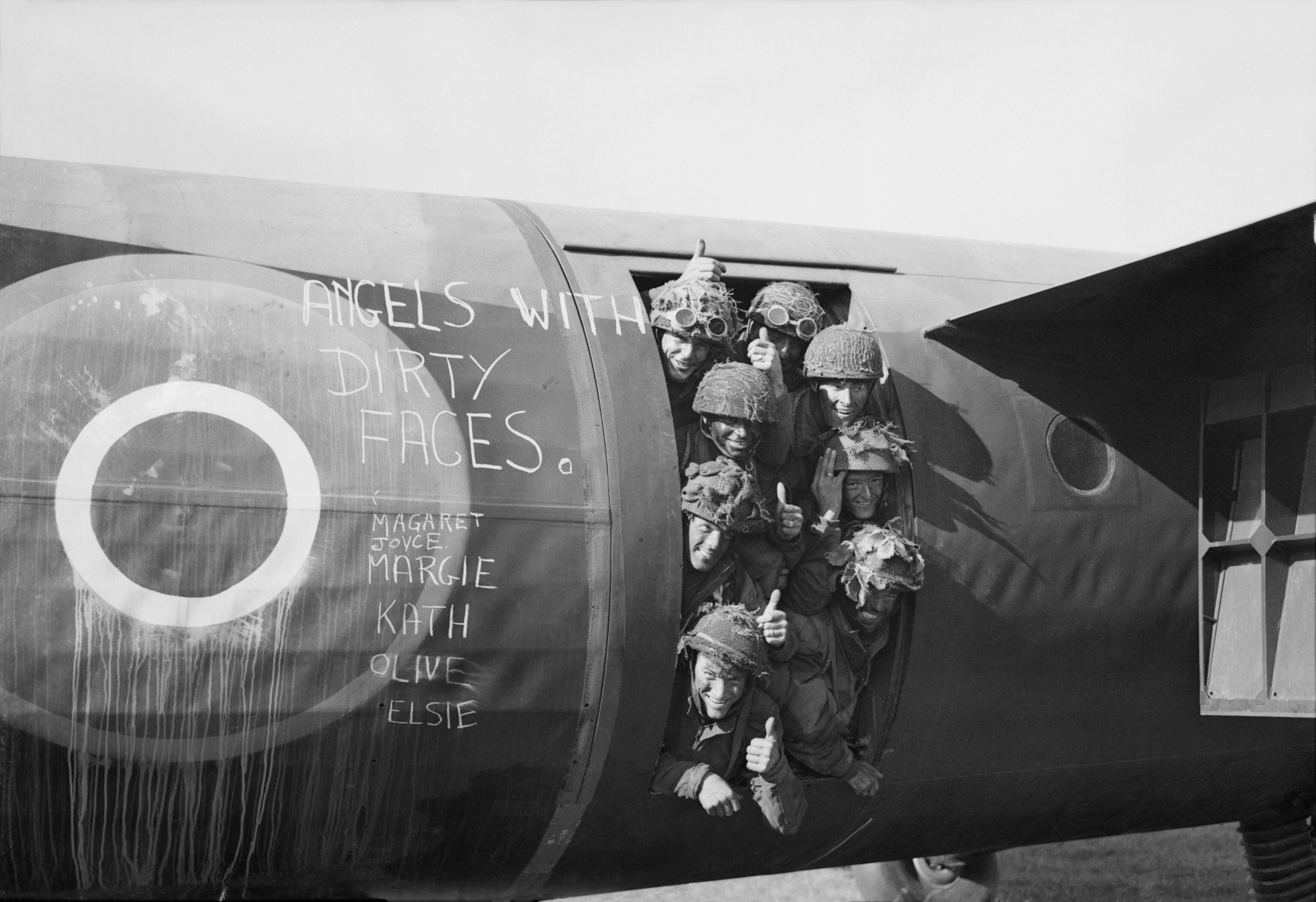
Lính dù Anh tươi cười bên khẩu hiệu "Những thiên thần mặt lấm" được viết trên chiếc tàu lượn Horsa của họ, trước đợt đổ bộ lần hai vào Normandie, 6 tháng 6 năm 1944.

Chiến dịch Tonga mở màn vào đêm ngày 5 tháng 6, sáu máy bay ném bom hạng nặng Handley Page Halifax kéo theo sáu tàu lượn Horsa cất cánh từ sân bay RAF Tarrant Rushton. Sáu tàu lượn chở theo lực lượng làm nhiệm vụ xung kích, gồm Đại đội D, Tiểu đoàn 2, Trung đoàn Bộ binh nhẹ Oxfordshire và Buckinghamshire, với sự hỗ trợ của hai trung đội tách từ Đại đội B và một nhóm công binh Hoàng Gia. Dưới sự chỉ huy của Thiếu tá John Howard, lực lượng này có nhiệm vụ chiếm giữ hai cây cầu bắc qua Kênh Caen và Sông Orne. Vài phút sau đó, khoảng 23:00-23:20, sáu máy bay vận tải Armstrong Whitworth Albemarle cất cánh chở theo các nhóm trinh sát dù thuộc Đại đội Nhảy dù Độc lập 22, có nhiệm vụ đánh dấu các bãi thả quân cho lực lượng lính dù chủ lực. 16 chiếc Albermerle nữa làm nhiệm vụ chuyên chở các nhóm trinh sát dù thuộc Tiểu đoàn Nhảy dù số 9, Tiểu đoàn Nhảy dù Canada số 1 và ban tham mưu của Lữ đoàn Nhảy dù số 3.
30 phút sau, những máy bay vận tải còn lại làm nhiệm vụ chuyên chở Sư đoàn Không vận số 6 bắt đầu cất cánh và được chia làm ba đợt. Đợt đầu tiên bao gồm 239 chiếc Douglas Dakota và Short Stirling, cùng với 17 tàu lượn Horsa, chuyên chở các nhóm lính dù của Lữ đoàn Nhảy dù số 3 và 5 cùng với các trang thiết bị hạng nặng. Nhóm này theo kế hoạch sẽ đổ bộ lúc 00:50. Đợt thứ hai sẽ đổ bộ lúc 03:20, bao gồm 65 tàu luợn Horsa và bốn tàu lượn Hamilcar chuyên chở các tổ chỉ huy và một đại đội pháo chống tăng. Nhóm cuối cùng, bao gồm ba tàu lượn chuyên chở các nhóm công binh và nhóm xung kích của Lữ đoàn Nhảy dù số 9, với nhiệm vụ đánh chiếm Trận địa pháo Merville lúc 04:30.

### Đánh chiếm hệ thống cầu Kênh Caen và Sông Orne

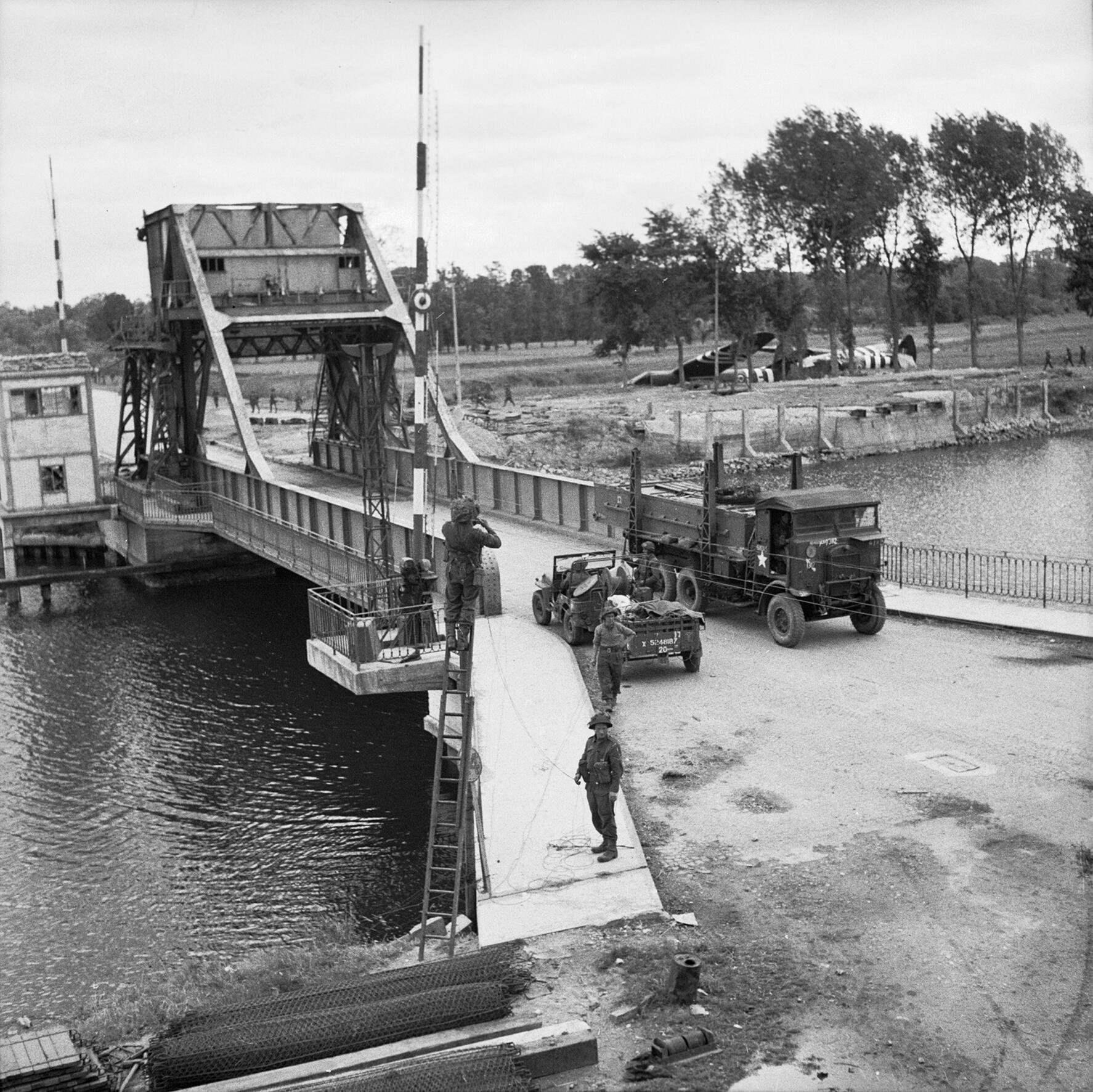
Cầu Kênh đào Caen sau khi được quân Anh chiếm vào Ngày D, 6 tháng 6 năm 1944. Các tàu lượn chở lực lượng xung kích của Thiếu tá Howard có thể thấy ở sau các hàng cây.

Đơn vị đầu tiên của Sư đoàn Không vận số 6 đổ bộ vào Normandie là nhóm xung kích của Thiếu tá John Howard. Nhóm xung kích được chuyên chở trên sáu tàu lượn. Ba tàu lượn hạ cánh gần cầu bắc quan Kênh Caen, hai chiếc hạ cánh gần cầu Sông Orne và một chiếc khác hạ cánh ở vị trí cách cầu sông Orne vài dặm do lỗi định vị của phi công. Sau khi hạ cánh, các nhóm lính dù bắt đầu tấn công vào các chốt bảo vệ của quân Đức. Tại cầu Kênh Caen, Thiếu tá Howard chỉ huy lính dù tấn công vào các ụ súng, dãy hào và dùng lựu đạn tiêu diệt các boongke được nghi là chứa thiết bị kích nổ mìn gắn trên cầu. Tại cầu Sông Orne, ngoài một ụ súng máy bị tiêu diệt bởi pháo cối, lính dù Anh không tìm thấy bất kì lính Đức nào khác. Hai cây cầu được chiếm giữ thành công trong vòng 15 phút, với thương vong của lính dù Anh là hai tử trận và 14 bị thương. Họ sau đó phát hiện ra cả hai cây cầu đều không được gài mìn như Tình báo Đồng Minh đề cập.
Quân Đức sau đó đã tổ chức nhiều đợt phản công tái chiếm cầu, nhưng đều bị lính dù Anh đánh bật ra. Lúc 01:30, hai xe tăng Đức cố gắng tiếp cận cây cầu, nhưng phải rút lui sau khi một xe tăng bị bắn hạ bởi súng chống tăng PIAT của lính dù Anh.

### Trinh sát dù
Vài phút sau khi nhóm xung kích đổ bộ, các đội trinh sát dù của Đại đội Nhảy Dù Độc lập 22 bắt đầu đổ quân với nhiệm vụ đánh dấu các bãi đổ bộ và bãi hạ cánh cho Sư đoàn Không vận số 6. Tuy nhiên, do gặp nhiều trở ngại như mây mù dày và định vị kém, chỉ có một đội trinh sát dù được thả đúng vị trí. Nhiều máy bay phải vòng lại hai đến ba lần trên điểm đổ bộ trước khi bắt đầu thả quân. Nhóm phụ trách Bãi thả quân N (Drop Zone N - DZ N) bị thả phân tán và phải mất gần 30 phút để họ có thể tập trung tại vị trí tập kết. Một trong những nhóm phụ trách DZ K bị thả sai vị trí xuống DZ N. Họ không nhận ra sai lầm đó và việc đánh dấu sai bãi đổ bộ đã khiến nhiều đơn vị lính dù chủ lực bị thả sai vị trí. Nhóm trinh sát dù của Trung úy Bob Midwood phụ trách Bãi thả quân K là một trong số ít nhóm đánh dấu chuẩn bãi thả quân. Một nhóm trinh sát dù thuộc Tiểu đoàn Nhảy dù số 9, với nhiệm vụ đánh dấu bãi thả quân cho lực lượng tấn công Trận địa pháo Merville, đã bị hủy diệt hoàn toàn khi bị một nhóm máy bay ném bom Avro Lancaster của RAF làm nhiệm vụ không kích trận địa pháo đã ném bom lệch mục tiêu vào vị trí của họ.

### Lữ đoàn Nhảy dù số 5

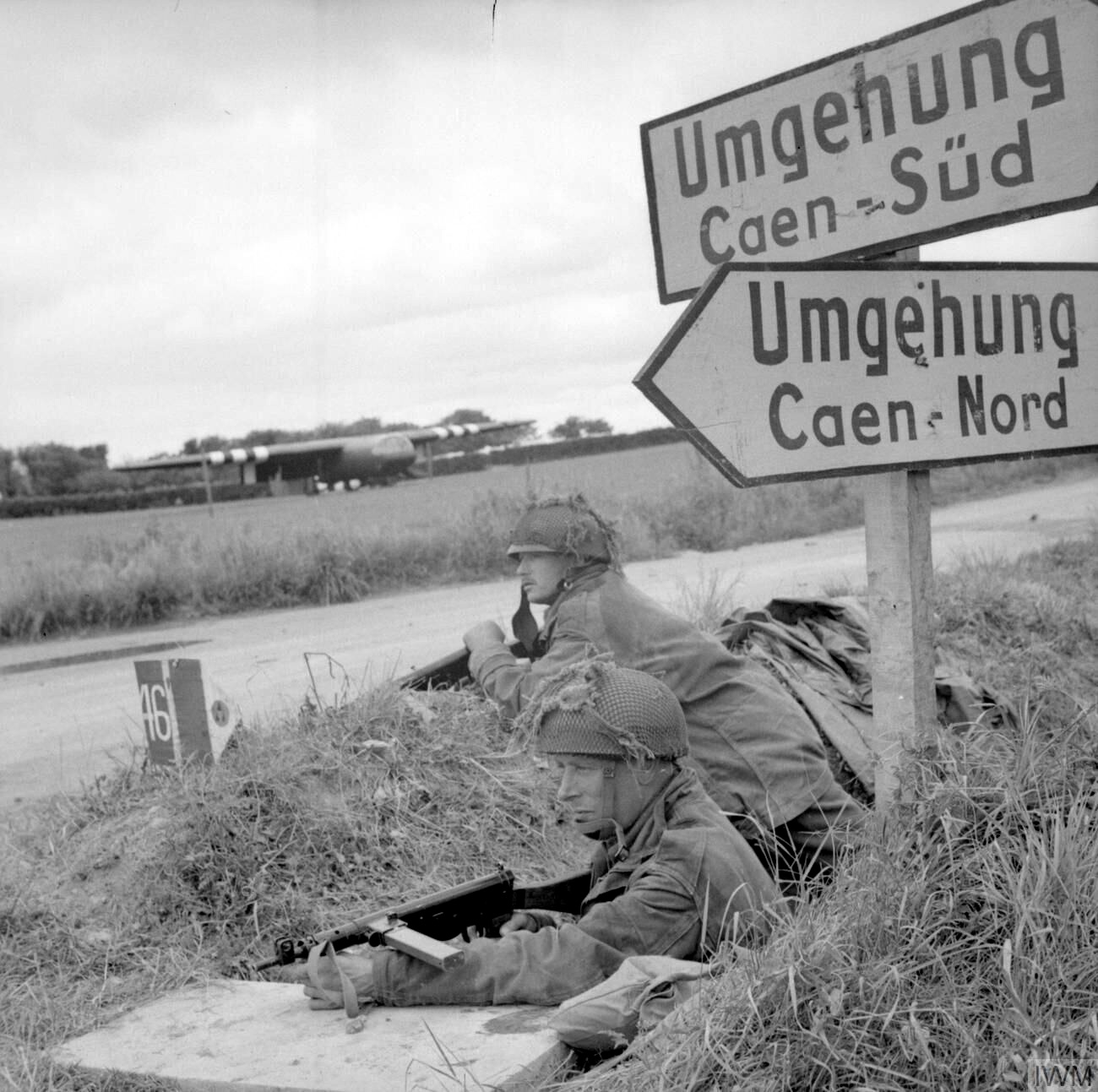
Lính dù Anh thuộc Lữ đoàn Nhảy dù số 5 đang canh giữ một giao lộ gần Ranville

Giống như Đại đội 22, Lữ đoàn 5 của Chuẩn tướng của Nigel Poett bị rải một cách phân tán và sai vị trí. Các đơn vị của Tiểu đoàn Nhảy dù số 7 bị phân tán mạnh đến mức, lúc 03:00, chỉ huy tiểu đoàn chỉ tập hợp được khoảng 40% quân số. Họ chỉ thu được số ít thùng hàng tiếp tế, đồng nghĩa với việc họ chỉ có số lượng nhỏ vũ khí chống tăng và thiết bị liên lạc. Tuy vậy, Tiểu đoàn 7 đã phối hợp thành công với Tiểu đoàn 2, Trung đoàn Bộ binh nhẹ Oxfordshire và Buckinghamshire, đồng thời thiếp lập các vành đai phòng thủ để chống lại các cuộc phản công của quân Đức. Các đợt phản công đầu tiên diễn ra từ 05:00 tới 07:00. Những cuộc tấn công bao vây của quân Đức có cường độ gia tăng trong ngày, nhưng phần lớn không có sự phối hợp chặt chẽ, bằng xe tăng, xe bọc thép. Lúc 10:00, Không quân Đức Quốc xã đã cố gắng không kích phá hủy cây cầu Kênh Caen. Một chiếc tiêm kích đơn độc đã đáp một quả bom 450 kg về phía cây cầu, nhưng không phát nổ. Hai xuồng tuần tra của Đức đã thực hiện một cuộc tấn công vào cây cầu nhưng đều bị bắn trả dữ dội.

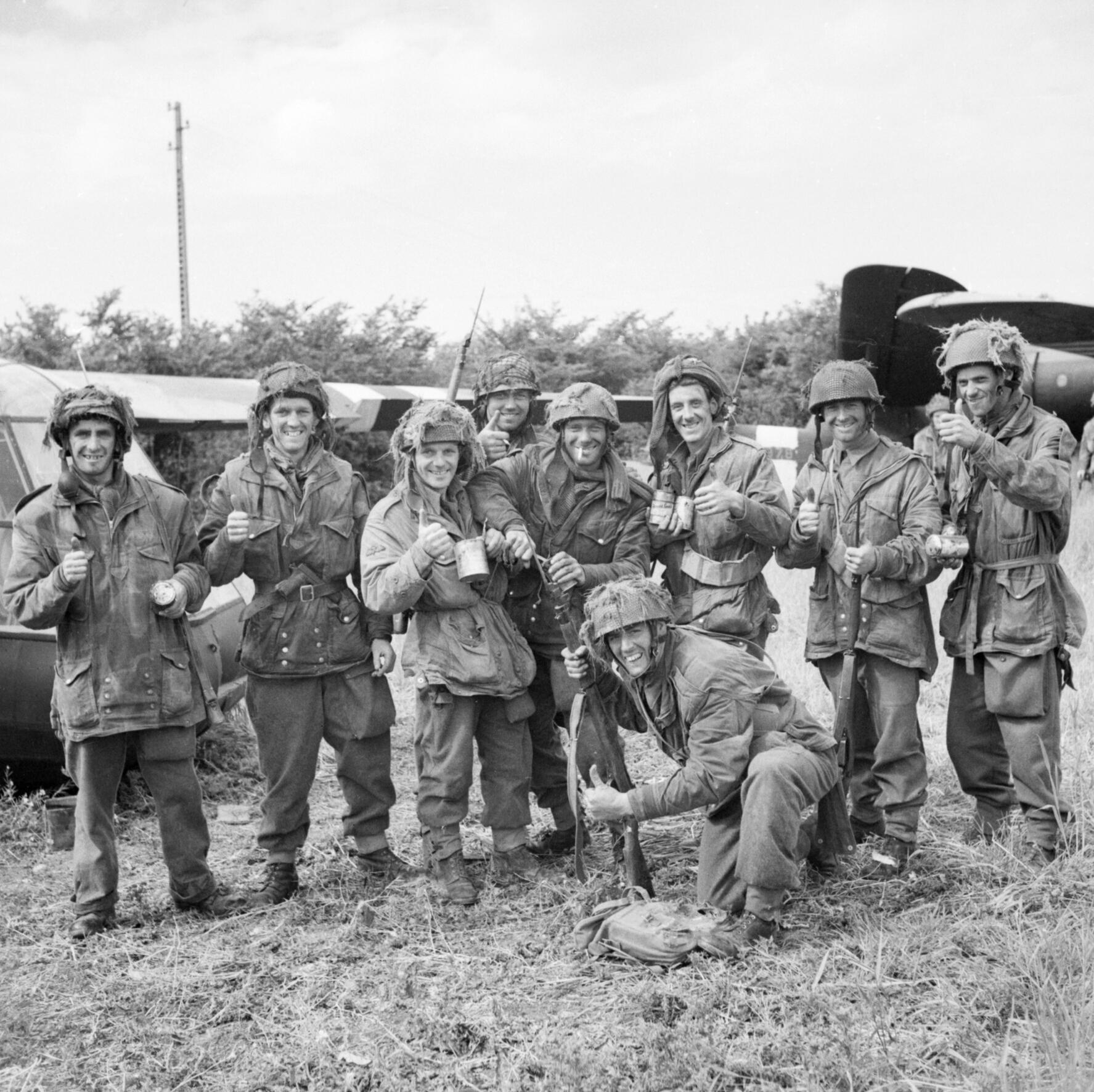
Lính dù Anh thuộc Tiểu đoàn Nhảy dù 12, Lữ đoàn Nhảy dù số 5 đang thưởng thức những cốc trà nóng sau ba ngày chiến đấu liên tục, ngày 10 tháng 6 năm 1944

Khi trời sáng, Tiểu đoàn 2, Trung đoàn Panzergrenadier 192 tổ chức phản công vào Bénouville nhằm mở đường tái chiếm cây cầu. Lính dù Anh chống trả dữ dội và bắn hạ 13 trên 17 xe tăng Đức tiến vào khu vực. Lính Anh sau đó tiến sâu vào thị trấn Bénouville và giành giật ác liệt với quân Đức từng căn nhà một. Vào giữa ngày, phần lớn binh lính của Tiểu đoàn Nhảy dù số 7 đã tập kết tại các cây cầu. Dù bị quân Đức phản công dữ dội, họ vẫn giữ vững vị trí và bảo vệ cầu thành công tới lúc 19:00, khi các đơn vị của Sư đoàn Bộ binh số 3 Anh Quốc đổ bộ tại Bãi Sword bắt đầu tiến vào và thay lính dù tiếp quản khu vực.
Hai tiểu đoàn khác của lữ đoàn, tiểu đoàn 12 và 13 bị phân tán mạnh khi họ nhảy dù lúc 00:50. Khi tập hợp tại điểm tập kết, chỉ có hơn 60 % quân số có mặt. Hai tiểu đoàn có nhiệm vụ tạo vành đai an toàn cho Bãi thả quân N và hai cây cầu được nhóm xung kích chiếm giữ, một nhiệm vụ không dễ dàng cho các đơn vị bị phân tán nặng. Tiểu đoàn Nhảy dù 12 có nhiệm vụ đánh chiếm làng Le Bas de Ranville và họ chiếm thành công lúc 04:00. Tiểu đoàn Nhảy dù 13 được lệnh chiếm thị trấn Ranville, và họ chiếm thị trấn thành công tại cùng thời điểm với Tiểu đoàn 12, dù gặp nhiều kháng cực mạnh hơn. Hai tiểu đoan đã giữ vững vị trí tới khi được các đơn vị đổ bộ từ bãi biển tiếp quản. Tiểu đoàn 12 bị pháo kích dữ dội nhưng vẫn chống trả thành công hai đợt phản công của Trung đoàn Panzer Grenadier 125; đợt thứ nhất bị đẩy lùi sau khi lính Anh bắn cháy một xe tăng và bắt giữ nhiều tù binh Đức; quân Đức đã tổ chức đợt phản công thứ hai nhưng sau cũng bị đánh bật ra bởi các khẩu pháo chống tăng được lực lượng tàu lượn Anh đem vào.

### Lữ đoàn Nhảy dù số 3
Lữ đoàn Nhảy dù số 3, dưới sự chỉ huy của Chuẩn tướng James Hill, đổ bộ vào cùng thời điểm với Lữ đoàn Nhảy dù số 5, và vấp phải những vấn đề tương tự. Toàn bộ lữ đoàn được thả một cách phân tán vì lỗi định vị của các đội bay, mây mù dày và các bãi thả quân bị đánh dấu sai hoặc không được đánh dấu bởi các đơn vị trinh sát dù.

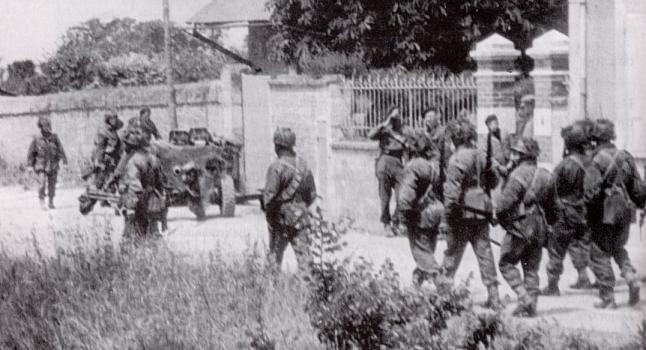
Lính dù Anh thuộc Lữ đoàn Nhảy dù số 3 tại Normandie

Tiểu đoàn Nhảy dù số 8, có nhiệm vụ phá hủy hai cây cầu ở gần Bures và cây cầu thứ ba ở Troarn, bị phân tán lực lượng khắp nơi với một số lính được thả vào bãi thả quân của Lữ đoàn Nhảy dù số 5. Khi Trung tá Alastair Pearson xuất hiện tại điểm tập kết của tiểu đoàn lúc 01:20, ông chỉ đếm được 30 lính dù, một nhóm nhỏ công binh và một xe Jeep có mặt ở đó. Lúc 03:30, số lượng này tăng lên hơn 140 lính dù, nhưng các nhóm công binh chủ lực vẫn chưa xuất hiện. Pearson sau đó quyết định cho nhóm công binh hiện tại phá hủy các cây cầu ở Bures, và số còn lại sẽ di chuyển về phía bắc Troarn để tập hợp thêm người trước khi tấn công. Nhóm công binh được Pearson cử đi Bures phát hiện ra hai cây cầu đã bị phá hủy bởi nhóm công binh đã có mặt ở đó từ sớm, và họ cùng tập kết với tiểu đoàn tại Troarn, nâng tổng quân số lên gần 200 lính. Một nhóm trinh sát và một nhóm công binh được cử đi thăm dò tình hình khu vực Troarn và tình trạng của cây cầu ở đó. Họ bị hỏa lực súng máy của lính Đức bắn ra từ một căn nhà gần cây cầu, và sau một lúc giao chiến, nhóm lính Đức thuộc Sư đoàn Panzer 21 bị bắt sống. Khi công binh Anh tiếp cận cây cầu, họ nhận ra nó đã bị phá hủy một phần. Sau khi đặt thuốc nổ vào những phần còn lại của cây cầu và kích nổ chúng, nhóm trinh sát rút lui về vị trí đóng quân của tiểu đoàn tại một giao lộ. Sau khi hoàn thành các nhiệm vụ được đề ra, tiểu đoàn di chuyển về phía bắc và lập vành đai phòng thủ ở gần khu vực Le Mesnail nhằm mở rộng đầu cầu của sư đoàn.
Tiểu đoàn Nhảy dù số 1 Canada được giao nhiệm vụ chính là phá hủy hai cây cầu: một ở Varaville và một ở Robehomme. Cũng giống như các đơn vị còn lại trong sư đoàn, tiểu đoàn bị thả rải rác khắp vùng hành quân. Một nhóm lính dù đã hạ cánh cách khu vực thả của họ 16 km, và một nhóm khác đổ bộ chỉ cách các bãi biển một đoạn ngắn. Một số được thả vào các khu vực bị làm ngập ở xung quanh Varaville, kiến nhiều lính dù bị chết đuối do bị trang thiết bị trên người dìm xuống. Một nhóm lính dù trên đường tiến về cầu Robehomme đã bắt gặp nhiều nhóm lính dù và công binh lẻ tẻ khác trước khi đến nơi, và họ phát hiện ra cây cầu vẫn còn nguyên vẹn. Lúc 03:00, vẫn chưa thấy nhóm công binh làm nhiệm vụ phá cầu xuất hiện, họ đã thu thập được số lượng nhỏ thuốc nổ và kích nổ cây cầu, nhưng không làm nó sập hẳn. Nhóm công binh đến nơi vào lúc 06:00 và đã hoàn tất việc phá hủy cây cầu. Trong khi đó, một đại đội khác của tiểu đoàn đã cố gắng hoàn thành các nhiệm vụ theo kế hoạch đề ra; đó là dọn sạch đồn địch ở Varaville, phá hủy một lô cốt súng, phá hủy một cây cầu bắc qua sông Divette, đồng thời phá hủy một trạm phát sóng gần Varaville. Tuy nhiên, đại đội này bị thiếu hụt nghiêm trọng về quân số, chỉ có một phần nhỏ trong số 100 binh lính có mặt. Một nhóm nhỏ tách ra từ đại đội đã tổ chức tấn công vào một cứ điểm nhỏ ở ngoại ô Varaville, được bảo vệ bởi khoảng 90 lính Đức. Trận chiến rơi vào thế bế tắc đến lúc 10:00, lính Đức cố thủ trong cứ điểm lần lượt đầu hàng sau khi bị pháo cối bắn dữ dội. Những đơn vị lính dù của Canada sau đó được Lữ đoàn Đặc nhiệm số 1 Anh Quốc tiếp viện.

### Tấn công Trận địa pháo Merville

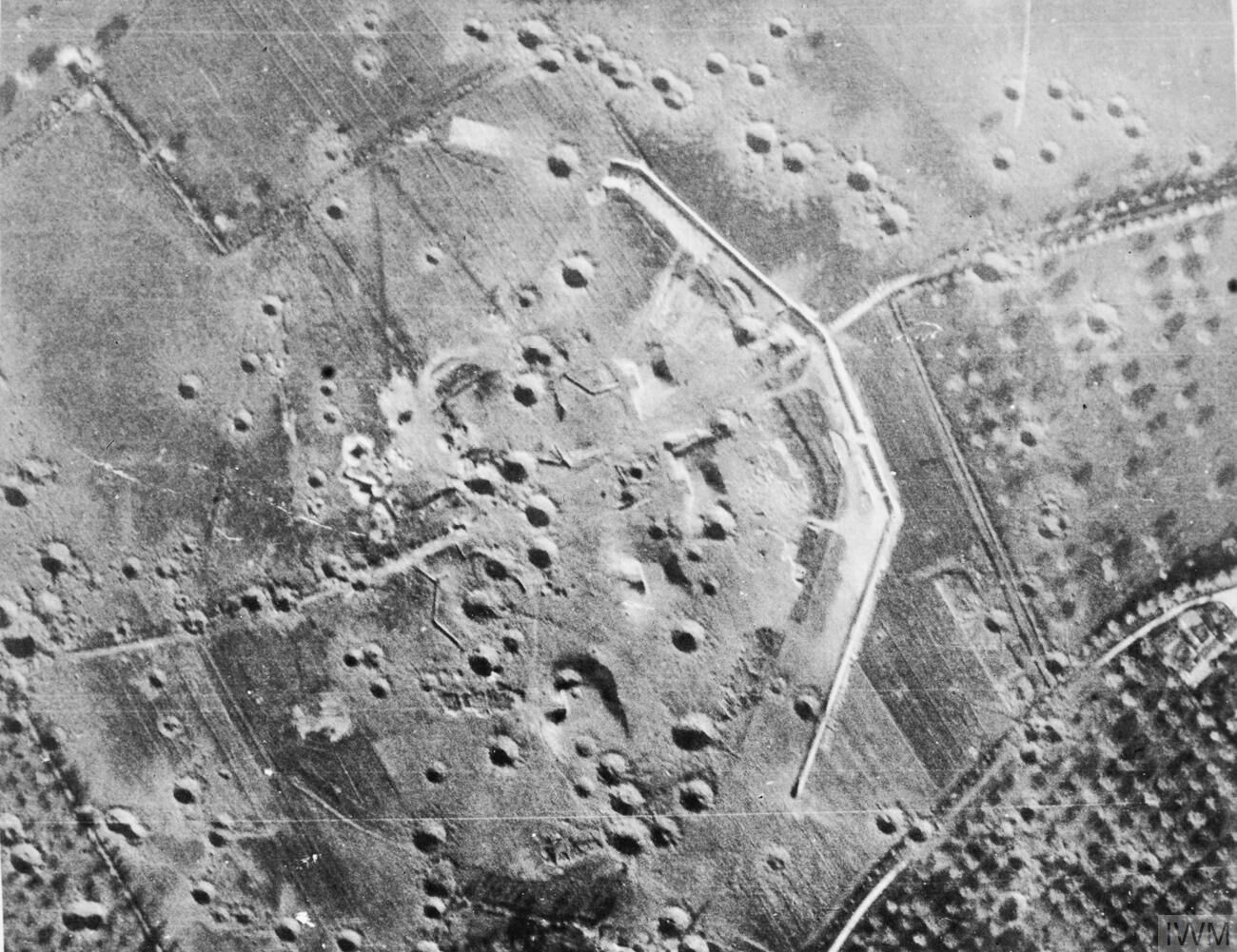
Không ảnh chụp Trận địa pháo Battery sau một đợt không kích của máy bay Đồng Minh vào tháng 5 năm 1944

Tiểu đoàn Nhảy dù số 9, Lữ đoàn Nhảy dù số 3 được giao nhiệm vụ: phá hủy Trận địa pháo Merville, chiếm ngôi làng Le Plein và cô lập mọi tuyến đường tiến vào ngôi làng, và chiếm sở chỉ huy Hải quân Đức Quốc Xã ở Sallenelles gần Sông Orne. Tuy nhiên, tiểu đoàn bị phân tán khắp nơi với một số đơn vị được thả ở vị trí khá xa so với bãi chỉ định. Tiểu đoàn trưởng, Trung tá Terence Otway, hạ cánh cùng nhóm của ông ở ví trí cách bãi đổ bộ 370 m và đáp trúng một khu trại được một tiểu đoàn Đức dùng làm sở chỉ huy. Sau trận giao tranh và cố gắng tập hợp lại các đơn vị khác, Otway có mặt tại điểm tập kết lúc 01:30. Lúc 02:35, chỉ có 110 lính dù được tập hợp với một khẩu súng máy và một số lượng nhỏ ngư lôi Bangalore. Điều này ảnh hưởng không nhỏ tới kế hoạch tấn công vì kế hoạch đòi hỏi toàn bộ tiểu đoàn tấn công, với sự trợ giúp của các đơn vị công binh và vũ khí hạng nặng. Do được lệnh phá hủy các khẩu pháo trước 05:30. Nhận ra không thể đợi lâu hơn được nữa, Otway ra lệnh di chuyển về phía mục tiêu với quân số khoảng 150 lính dù (sau khi tập hợp cùng một nhóm khác lúc 02:45).
Tiểu đoàn đến vị trí tấn công lúc 04:00. Họ nhập hội với một số nhóm trinh sát dù và chuẩn bị tấn công pháo đài. Tiểu đoàn được chia làm bốn nhóm xung kích, mỗi nhóm sẽ tấn công một lô cốt riêng, và chuẩn bị sẵn sàng lúc 04:30, khi các toán tàu lượn chở các đội công binh đang bay qua trận địa.
Trong số ba tàu lượn được giao nhiệm vụ tấn công, chỉ có hai chiếc đến được Normandie, chiếc còn lại phải hủy bỏ nhiệm vụ và quay về Anh. Số còn lại bị hỏa lực phòng không bắn dữ dội khi đang chuẩn bị hạ cánh. Một chiếc hạ cánh tại vị trí cách trận địa khoảng 3 km, chiếc còn lại hạ cánh ở rìa bãi mìn của trận địa. Lính dù sau khi ra khỏi tàu lượn phải chiến đấu với các đơn vị lính Đức được cử đi tăng viện cho trận địa pháo. Otway ra lệnh tấn công ngay sau khi tàu lượn xuất hiện trên đầu trận địa, cho kích nổ ngư lôi Bangelore để mở đường tiến công. Quân Đức bất ngờ bởi những tiếng nổ và nhanh chóng tổ chức bắn trả, gây thương vong nặng cho lính dù Anh. Chỉ có bốn lính dù thuộc nhóm tấn công Lô cốt số 4 sống sót, và họ phá hủy kính ngắm và cho lựu đạn vào các lỗ thông khí. Các lô cốt còn lại bị vô hiệu hóa bởi lựu đạn và lựu đạn phốt pho trắng sau khi các tổ vận hành Đức quên khóa chặt cửa vào. Nhiều lính Đức bị bắt làm tù binh. Lính dù Anh nhận ra những khẩu pháo đặt tại đây không phải mẫu 150 mm mới nhất, mà là các khẩu pháo dã chiến 100 mm thời Thế chiến I của Tiệp Khắc. Lính dù Anh đã dùng đủ mọi loại thuốc nổ để phá hủy các khẩu pháo. Họ dùng lựu đạn Gammon để phá hủy mội khẩu pháo và làm hư hại nòng pháo của những khẩu còn lại. Tuy nhiên, việc phá hủy này không được triệt để khi có hai khẩu pháo đã được đưa vào hoạt động trở lại khi quân Đức tái chiếm trận địa. Sau khi hoàn thành cuộc tấn công, nhóm lính dù tập hợp tù binh Đức và những người bị thuơng và rút lui. Tiểu đoàn không có radio và khi tuần dương hạm HMS Arethusa không nhận được tín hiệu nào sau 05:30, các tàu hải quân sẽ bắt đầu cuộc bắn phá vào trận địa pháo.
Tiểu đoàn 3 đã đạt được mục tiêu đề ra, nhưng phải gánh chịu tổn thất nặng, với 50 lính dù tử trận và 25 người bị thương, tương đương với 50% thương vong. Tiểu đoàn sau đó tấn công Le Plein, chiếm giữ ngôi làng chiến lược ở đó và rút về điểm tập kết lúc 05:30 do không còn đủ quân số để thực hiện các nhiệm vụ tiếp theo.

### Những đợt đổ bộ tiếp theo

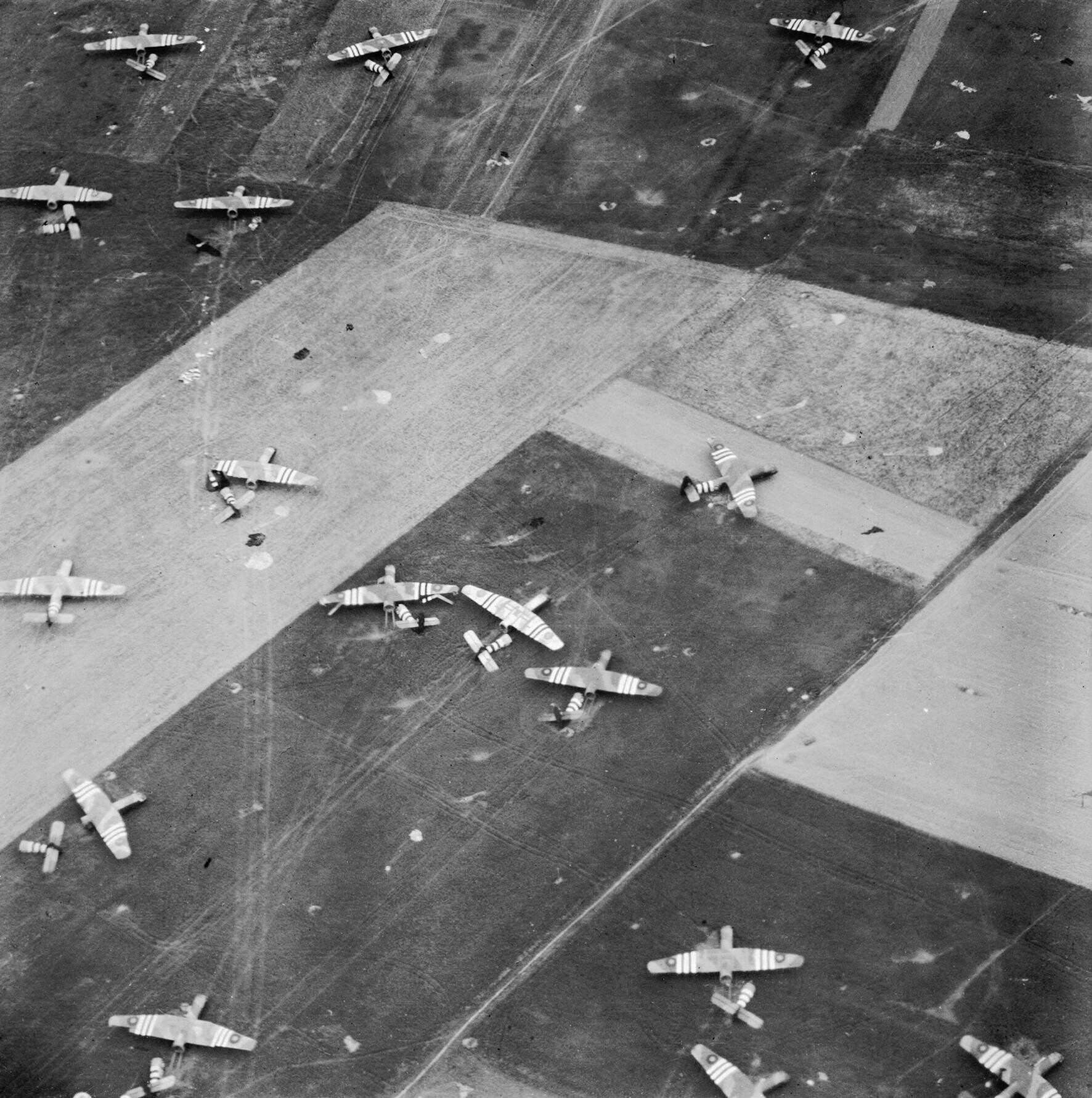
Tàu lượn Horsa tại Bãi thả quân N

Lúc 03:35, bộ phận chỉ huy của Sư đoàn Không vận số 6 được tàu lượn chở vào các bãi đãp được dọn dẹp bởi các nhóm công binh. Chỉ có vài chiếc hạ cánh lệnh vị trí do thời tiết xấu và lỗi định vị. Sau khi tập trung đủ ban tham mưu sư đoàn và các đơn vị hỗ trợ, họ di chuyển về Le Bas de Ranville và lập sở chỉ huy ở đó. Hệ thống liên lạc được thiết lập với sở chỉ huy của Lữ đoàn Nhảy dù số 5 lúc 05:00 và với Lữ đoàn Nhảy dù số 3 lúc 12:35, và được Lữ đoàn Đặc nhiệm số 1 Anh Quốc tiếp viện lúc 13:53.

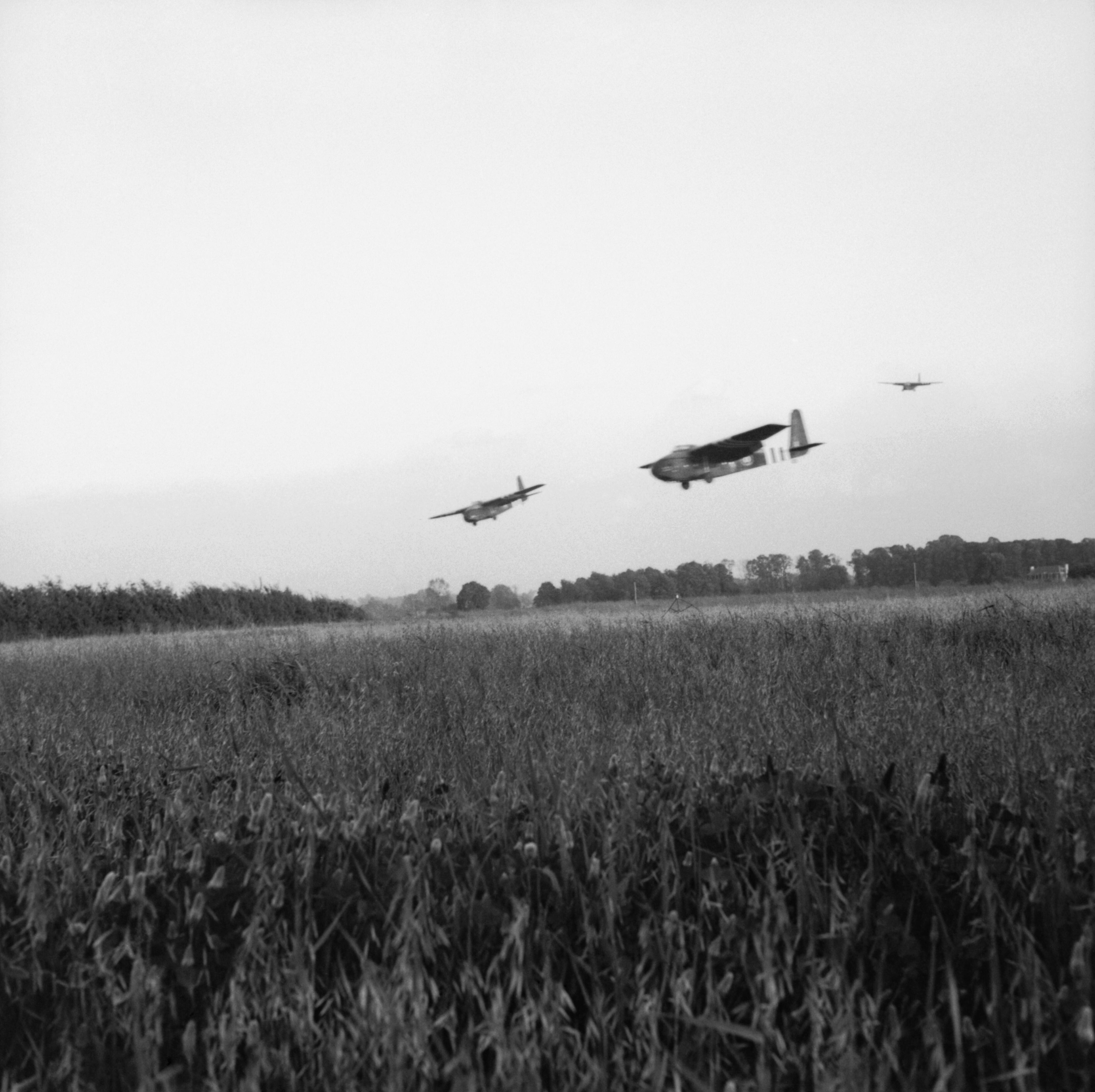
Tàu lượn Hamilcar chở theo Lữ đoàn Nhảy dù số 6 đang hạ cánh tại Bãi thả quân N

Lúc 21:00, Chiến dịch Mallard được tiến hành. Mallard là mật danh của đợt đổ bộ cuối cùng của Sư đoàn Không vận số 6 với sự tham gia của 220 tàu lượn Horsa và Hamilcar, chở Lữ đoàn Bộ binh số 6 và các đơn vị khác. Khi các tàu lượn hạ cánh, họ bị pháo cối và súng máy của lính Đức đóng tại các vị trí lân cận bắn trả. Tuy vậy, lính dù Anh chỉ chịu thương vong nhỏ và họ nhanh chóng di chuyển về điểm tập kết trong vong 90 phút. Lúc 00:00 ngày 7 tháng 6, toàn bộ Sư đoàn Không vận số 6 đã được triển khai ở sườn phía đông của các bãi biển đổ bộ.
Trong Ngày D, Lữ đoàn Nhảy dù số 3 đã kiểm soát được khu vực dài 6,4 km, với Tiểu đoàn Nhảy dù số 9 tại Le Plein, Tiểu đoàn Nhảy dù số 1 Canada tại Les Mesneil và Tiểu đoàn Nhảy dù số 8 tại phía nam Bois de Bavent. Tiểu đoàn Nhảy dù 12 của Lữ đoàn Nhảy dù số 5 chiếm giữ được Le Bas de Ranville và Tiểu đoàn Nhảy dù 13 chiếm được Ranville, trong khi đó Tiểu đoàn Nhảy dù số 7 được đưa vào trạng thái dự bị. Lữ đoàn Bộ binh số 6, bao gồm hai tiểu đoan được tăng cường vào trận địa. Lữ đoàn Đặc nhiệm số 1 Anh Quốc, được sát nhập tạm thời vào Sư đoàn Không vận số 6, đã chiếm những ngôi làng ở phía nam và đông nam Bãi thả quân N.

## Kết quả
Chiến dịch Tonga là một thành công lớn, với toàn bộ nhiệm vụ được Sư đoàn Không vận số 6 hoàn thành trong thời gian giới hạn. Họ đã đạt được các mục tiêu đề ra dù gặp nhiều trở ngại từ việc bị phân tán nghiêm trọng trong các đợt thả quân, chủ yếu do thời tiết xấu và lỗi định vị của các tổ lái máy bay. Lực lượng tàu lượn cũng gặp vấn đề định vị, với 10 trong số 85 tàu lượn hạ cánh cách vị trí dự tính hơn 3 km. Tuy nhiên, việc thả quân phân tán này đã khiến giới chỉ huy Đức cực kỳ bối rối vì họ không thể nắm rõ được quy mô thực của chiến dịch.

### Thương vong
Sư đoàn Không vận số 6 chịu thương vong 800 người từ ngày 5 tháng 6 tới ngày 7 tháng 6, trong tổng số 8.500 lính dù Anh được triển khai vào Normandie. Thương vong của quân Đức ước tính khoảng 400 tử trận và hơn 400 bị bắt làm tù binh. Ngoài ra, 14 xe tăng Đức bị lính dù Anh bắn hạ trong các đợt phản công tái chiếm cầu sông Orne và Kênh Caen. Ngoài ra, còn có một xuồng tuần tra ven bờ của Đức bị bắn chìm trên kênh đào Caen.

### Diễn biến tiếp theo

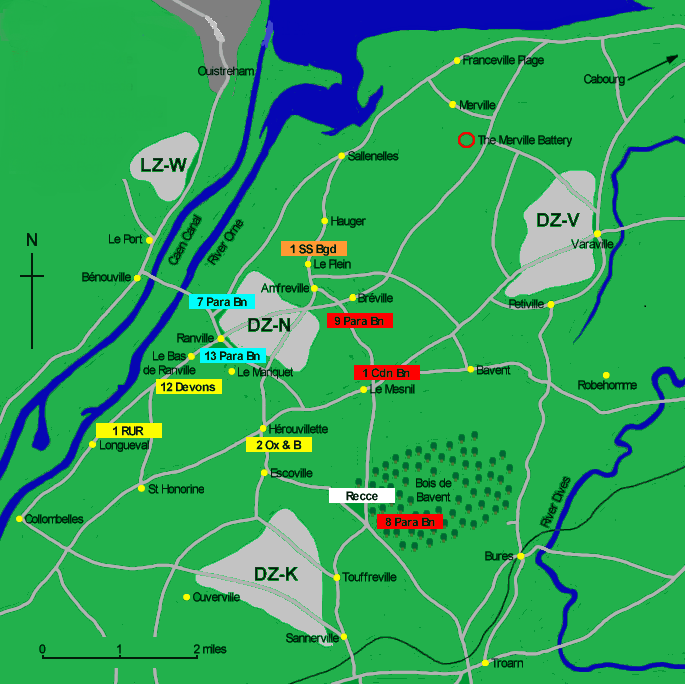
Vị trí của các đơn vị thuộc Sư đoàn Không vận số 6 trong tháng 6 năm 1944

Từ ngày 7 tới ngày 10 tháng 6, Sư đoàn Không vận số 6 liên tục chống lại các đợt tấn công của quân Đức. Sư đoàn củng cố tuyến phòng ngự giữa khu vực sông Orne và sông Dives tới ngày 14 tháng 6, khi Sư đoàn Bộ binh 51 tiếp viện và kiểm soát khu vực phía nam của đầu cầu Onre.
Ngày 10 tháng 6, quyết định mở rộng đầu cầu về phía đông Sông Orne được đưa ra, và được giao cho Sư đoàn Không vận số 6. Tuy nhiên, sư đoàn không còn đủ mạnh để thực hiện nhiệm vụ, nên Lữ đoàn Nhảy dù số 3 được tăng cường Tiểu đoàn 5 từ Trung đoàn Black Watch. Ngày 11 tháng 6, Tiểu đoàn 5 tấn công vào thị trấn Bréville, nhưng hỏa lực phòng thủ mạnh của quân Đức khiến họ gặp nhiều thương vong. Ngày 12 tháng 6, phòng tuyến của Lữ đoàn 3 bị pháo kích bởi xe tăng và pháo binh Đức, chủ yếu tập trung vào vị trí của Tiểu đoàn Nhảy dù số 9. Tiểu đoàn 9 và các đơn vị còn lại của Trung đoàn Black Watch có nhiệm vụ bảo vệ Chateau Saint Come, nhưng dần phải rút lui. Sau khi Trung tá Otway báo tiểu đoàn của ông không còn đủ khả năng để bảo vệ vị trí này nữa, Chuẩn tướng Hill đã tập hợp quân từ Tiểu đoàn Nhảy dù số 1 Canada và mở cuộc phản công khiến cho quân Đức phải rút lui.
Sang tuần tiếp theo, Sư đoàn Không vận số 6 được Lữ đoàn Công chúa Irene Hà Lan và Lữ đoàn Bộ binh số 1 Bỉ tiếp viện. Ngày 7 tháng 8, sau một thời gian trầm lắng, sư đoàn chuẩn bị mở cuộc tấn công mới. Vào đêm ngày 16, sáng ngày 17 tháng 8, sư đoàn bắt đầu tấn công vào vị trí quân Đức. Cuộc tiến công này tiếp tục cho đến ngày 26 tháng 8, khi sư đoàn đạt được mục tiêu chính - cửa sông Seine. Trong chín ngày chiến đấu, sư đoàn đã tiến được 45 dặm (72 km), giải phóng được một khu vực rộng 400 dặm vuông và bắt giữ hơn 1.000 lính Đức.
Từ ngày 6 tháng 6 tới 26 tháng 8, thương vong của sư đoàn đạt 4.457 người, bao gồm 821 tử trận, 2.709 bị thương và 927 mất tích. Sư đoàn cuối cùng được rút khỏi mặt trận vào ngày 27 tháng 8 và về Anh vào đầu tháng 9.

### Sách tham khảo
- Air Ministry (2013) [1945]. Carruthers, Bob (biên tập). By Air to Battle: The Official History of the British Paratroops in World War II. Barnsley: Pen and Sword Books. ISBN 9780117083462.
- Ambrose, Stephen E. (2003). Pegasus Bridge. London: Pocket Books. ISBN 9780743450683.
- Barber, Neil (2002). The Day The Devils Dropped In: The 9th Parachute Battalion in Normandy. Pen & Sword. ISBN 9781844150458.
- Brereton, Lewis H. (1946). The Brereton Diaries: The War in the Air in the Pacific, Middle East and Europe, 3 October 1941 – 8 May 1945. Morrow. ISBN 9781782898757.
- Buckingham, William F. (2005). D-Day: The First 72 Hours. Tempus Publishing. ISBN 9780752428420.
- Crookenden, Napier (1976). Dropzone Normandy. Ian Allan. ISBN 9780711006607.
- Devlin, Gerard M. (1979). Paratrooper! The Saga of Parachute and Glider Combat Troops. Robson Books. ISBN 9780312596545.
- Ellis, Lionel F.; và đồng nghiệp (2004) [1962]. Victory in the West: The Battle of Normandy. History of the Second World War. Quyển I. Naval & Military Press. ISBN 9781845740580.
- Ford, Ken (2002). D-Day 1944: Sword Beach & British Airborne Landings. Campaign. Quyển III. Oxford: Osprey. ISBN 9781841763668.
- Ford, Ken; Zaloga, Steven J (2009). Overlord the D-Day Landings. Oxford United Kingdom: Osprey. ISBN 9781846034244.
- Fowler, Will (2010). Pegasus Bridge: Bénouville D-Day 1944. Raid. Oxford: Osprey. ISBN 9781846038488.
- Gale, Richard N. (1948). With the 6th Airborne Division in Normandy. Ian Allan. OCLC 4447265.
- Hand, Roger (1995). "Overlord and Operational Art". Military Review. Quyển 75 số 3. Fort Leavenworth, Kansas: Combined Arms Center. tr. 86–92. ISSN 0026-4148.
- Harclerode, Peter (2005). Wings of War – Airborne Warfare 1918–1945. Weidenfeld & Nicolson. ISBN 9780304367306.
- Moreman, Tim; và đồng nghiệp (2007). Airborne: World War II Paratroopers in Combat. Bloomsbury: Osprey. ISBN 9781846031960.
- Nigl, Alfred J. (2007). Silent Wings Savage Death. Santa Anna, CA: Graphic Publishers. ISBN 9781882824311.
- Otway, Terence B. H. (1990). The Second World War 1939–1945 Army – Airborne Forces. Imperial War Museum. ISBN 9780901627575.
- Saunders, Hilary A. St. G. (1971). The Red Beret: The Story of The Parachute Regiment at War, 1940–1945. London: New English Library. ISBN 9781786259257.
- Tugwell, Maurice (1971). Airborne to battle: a History of Airborne Warfare, 1918–1971. London: Kimber. ISBN 9780718302627.